# Белая рота (отряд)
Белая рота (итал. Compagnia Bianca del Falco) — отряд наёмников, воевавший в средневековой Европе в XIV веке, который изначально состоял из итальянцев, позднее — из солдат разных национальностей. Командиром, с момента прибытия отряда в Италию в 1361—1363 годах, был сначала немец Альберт Штерц, затем англичанин Джон Хоквуд. Хотя Белый отряд — это название, под которым рота была широко известна, первоначально она называлась Великой компанией англичан и немцев, а позже часто упоминалась как Английский отряд (итал. Compagnia degli Inglesi; лат. Societas Angliciis).
Деятельность роты была беллетризована в 1891 году в романе Конан Дойла «Белый отряд». 

## Происхождение названия
Ни один средневековый источник не объясняет происхождение названия отряда. Традиционное мнение состоит в том, что это отсылка к ярко отполированным доспехам воинов. Однако Уильям Каферро предположил, что оно произошло потому, что отряд изначально носил белые сюрки. Это мнение было подкреплено тем фактом, что наёмники во главе с Арно де Серволем во Франции в то время были известны как белые ленты (фр. bandes blanches).

## Состав отряда
Несмотря на то, что его обычно называли английской ротой, отряд состоял из солдат самых разных национальностей, включая в разное время немцев, итальянцев и венгров, но в основном английских и французских ветеранов Столетней войны. Количество солдат в отряде менялось с годами. В 1361 году в нём насчитывалось 3500 кавалеристов и 2000 пехотинцев. После нападения и опустошения французских земель, в 1362 году отряд впервые прибыл в Италию, так как его нанял маркиз Монферрата Джованни II, сначала для сражений против Галеаццо II Висконти, а затем против Амадея VI. В 1364 году Джованни II заключил мир с Висконти, согласно которому отказывался от Павии, но оставлял за собой Асти.
В конце этой победоносной битвы Белая рота перешла на сторону Пизы в войне против Флоренции. Территория вокруг Флоренции подвергалась нападениям, но, тем не менее, город не был взят, однако соседние пригороды были разграблены и разрушены. В конце битвы пизанцы заплатили крупную сумму, и часть роты вместе со Штерцем покинули территорию. В 1364 году, после поражения флорентийцев в битве при Кашине, Белая рота была распущена.
Белая рота была вновь воссоздана Джованни Акуто, который взял на себя командование, и к нему присоединились все члены, которые, как и Акуто, решили остаться в Пизе. Численность военных составила около 5000 единиц. В 1375 году рота приняла участие в Войне восьми святых против Флоренции, которая длилась три года и которая после ожесточенных и упорных боев, включая резню в Чезене, закончилась перемирием.
В 1387 году рота перешла на службу Каррарези против Вероны, ополченцами которой руководили Джованни Орделаффи и Остасио II да Полента в победоносной битве при Кастаньяро. Этот успех позволил Акуто добиться большой известности.
В 1388 году в Белой роте насчитывалось всего 250 человек.

## Сражения
- Битва при Кантурино, 1363
- Первая битва при Кашине, 1364
- Битва при Сан-Мариано, 1365
- Вторая битва при Кашине, 1369
- Битва при Монтикьяри, 1373
- Битва при Кастаньяро, 1387
- Битва при Тиццана, 1391

Рота также участвовала в большом количестве сражений, осад и нападений на города. Менее почётным было их участие в Резне в Чезене в 1377 году, когда погибло несколько тысяч мирных жителей.